# Schloss Surpierre
Das Schloss Surpierre ist der Herrschaftssitz von Surpierre (deutsch Überstein) im Broyebezirk des Kantons Freiburg in der Schweiz.

## Lage und Name
Die Höhenburg befindet sich östlich vom Ort und der Kirche auf einem Molassefels über dem Tal der Broye. Die vom Ort zum Schloss führende Strasse heisst nach diesem „Chemin du Château“. Der französische Name Surpierre bedeutet – ebenso wie seine erste lateinische Ersterwähnung um das Jahr 1150 Superpetra – wörtlich übersetzt „auf dem Stein“ und gab später der Herrschaft und dem Ort den Namen.

## Geschichte
Über die frühe Herrschaft Surpierre, die hier mindestens von 1142 bis 1233 bestand, ist nicht viel bekannt. Die Familie Surpierre errichtete vermutlich im 12. Jahrhundert eine erste Burg, die unter ihren Nachfolgern, der Adelsfamilie de Cossonay, erstmals im späten 13. Jahrhundert erwähnt wurde. Diese vergrösserte die Herrschaft, so dass sie im Jahr 1380 die Orte Ménières, Granges, Trey, Henniez, Marnand, Coumin, Chapelle, Cheiry und Villeneuve umfasste. Nach 166 Jahren wurde die Familie de Cossonay endgültig abgelöst, da sie sich hoch verschuldet hatten und so erhielten ihre Gläubiger, die Adelsfamilie de Challant, im Jahr 1399 die Herrschaft Surpierre mit den Besitzungen, dem Schloss und den Siedlungen. Nach 1414 verkaufte François de Challant Surpierre an Humbert de Glérens, der ein Berater des Herzogs von Savoyen war, und die Herrschaft diesem im Jahr 1434 unterstellte. Sein Sohn François de Glérens tauschte sie mit der Herrschaft Isle im Jahr 1472, so dass Surpierre damit den Savoyern gehörte.
Im Jahr 1472 wandelte das Haus Savoyen die Herrschaft in eine Kastlanei um, die als Lehen im Jahr 1488 an Franz von Greyerz kam. Zuvor war die Burg allerdings in den Burgunderkriegen nach der Schlacht bei Murten im Jahr 1476 durch die Freiburger zerstört worden, da Surpierre Jakob von Savoyen, Graf von Romont, und damit einem der Hauptverbündeten von Karl dem Kühnen gehörte. Es kam aber zum Wiederaufbau durch die Savoyer. Im Jahr 1513 gelangte Surpierre wieder direkt an das Haus Savoyen. Während der Eroberung der Waadt am 21. Februar 1536 besetzte Bern auch Surpierre und trat es eine Woche später an Freiburg ab, das die Kastlanei in eine freiburgische Vogtei umwandelte, zu der nun Villeneuve, Praratoud, Chapelle, Cheiry und Ménières gehörten. Im Jahr 1539 brannte die Burg durch Brandstiftung ab und wurde wieder aufgebaut, weshalb ihr heutiges Erscheinungsbild wesentlich vom 16. Jahrhundert geprägt ist. Nach dem Einmarsch der Franzosen im Jahr 1798 wurde die Vogtei aufgehoben und die Gemeinde gehörte fortan zum Distrikt Estavayer, wobei die Burg der Sitz des Präfekten war. Genau 50 Jahre später entstand der Broyebezirk und der Sitz des Präfekten war fortan das Schloss Chenaux. Im Jahr 1850 wurde das ehemalige Vogteischloss durch den Kanton an den Kaufmann Victor-Henri Leenhardt verkauft, seitdem hat es mehrfach den Besitzer gewechselt.

## Beschreibung

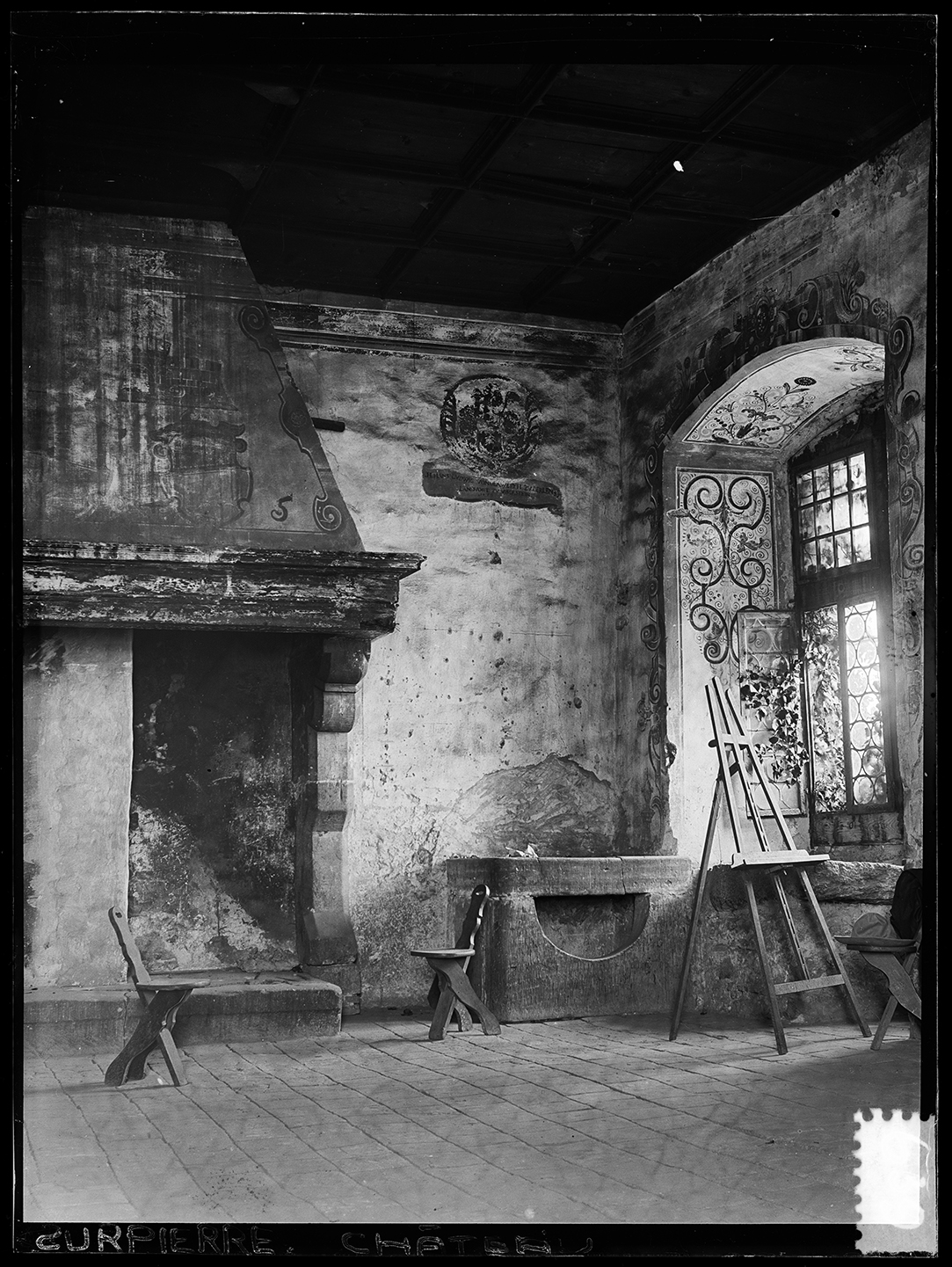
Innenansicht von 1901

Der Turm im Nordosten der Anlage stammt noch von der alten Burg und weist deutliche Elemente der Gotik auf. Er wird in das späte 13. Jahrhundert datiert und wurde vermutlich durch die Adelsfamilie de Cossonay als Wohnturm errichtet. In ihm befindet sich auch die frühgotische Kapelle, zu der das grosse gotische Fenster gehört. Nahe südlich dieses Kapellenturmes steht ein zweiter kleinerer Turm, der wohl der Verteidigung diente. Er ist mit dem Haupthaus über eine Galerie verbunden. Beide Turmbauten tragen einen Knickhelm. Der wuchtige Bergfried im Südosten wird ebenfalls diesem Burgbau des späten 13. Jahrhunderts zugerechnet. Der Torbau, das Wohnhaus sowie das Wirtschaftsgebäude stammen hingegen vom Wiederaufbau ab dem Jahr 1544. Sie sind demnach der Renaissance zuzuordnen.
Das achtachsige Hauptgebäude (30 × 11 Meter) schliesst direkt an den Kapellenturm an. Seine Fenster sind rechteckig und in zwei Dreiergruppen an den Seiten sowie eine Zweiergruppe in der Mitte unterteilt. Über dem rundbogigen Portal befindet sich ein Wappenstein. Im Inneren gibt es zwei grössere Säle von je 80 Quadratmetern, die im Nordosten des Gebäudes direkt übereinander liegen. Im Rittersaal (französisch Salle des chevaliers) finden sich Deckengemälde und an den Wänden Wappen aus der Zeit der Vögte. Das Dach wird durch Dachgauben, eine Wetterfahne und einen Schornstein geprägt. Westlich davon befindet sich der eigentliche Schlosshof (25 × 15 Meter), an dem die Wirtschaftsgebäude (Scheunen, Ställe, Schuppen, Heuboden) stehen und in dem sich ein Brunnen mit einer Kriegerfigur befindet, erbaut von der damaligen Besitzerfamilie Delpech vor 1914. Auch an der Verbindung mit diesen Flügelbauten befindet sich ein turmartiger Bau mit einer markanten Haube, ebenfalls in der Form eines Knickhelms. Er dient als Treppenturm.
Am Torturm befinden sich westlich und südlich Anbauten, wobei der westliche der eigentliche Torbau ist und zur Verteidigung rundbogige Maschikuli besitzt. Zudem ziert ihn ein Wappenstein. An der Ostseite des Torturms ist das Wappen des Kantons Freiburg angebracht. Zu dem Tor führt eine steinerne Rundbogenbrücke, die eine Zugbrücke aus Holz ersetzte. Das Areal umgeben schützende Mauern, die den Hang hinab führen, und etwa 250 Meter lang sind. Im Jahr 1913 fand eine Sanierung des ehemaligen Vogteischlosses statt. Eine Zeichnung aus dem Jahr 1796, die vom Architekten Charles de Castella de Montagny angefertigt wurde, zeigt im Wesentlichen schon die heutige Baugestalt. Das Schweizerische Inventar der Kulturgüter von nationaler und regionaler Bedeutung führt das Schloss auf seiner Liste als A-Objekt – d. h., es besitzt nationale Bedeutung – mit der KGS-Nummer 2322.